# Acidaliastis saturata
Acidaliastis saturata là một loài bướm đêm trong họ Geometridae.